# Paris (Arkansas)
Paris è una città statunitense della  contea di Logan nello stato dell'Arkansas. È la città capitale del distretto nord della contea.